# Ignaz Hillenbrand

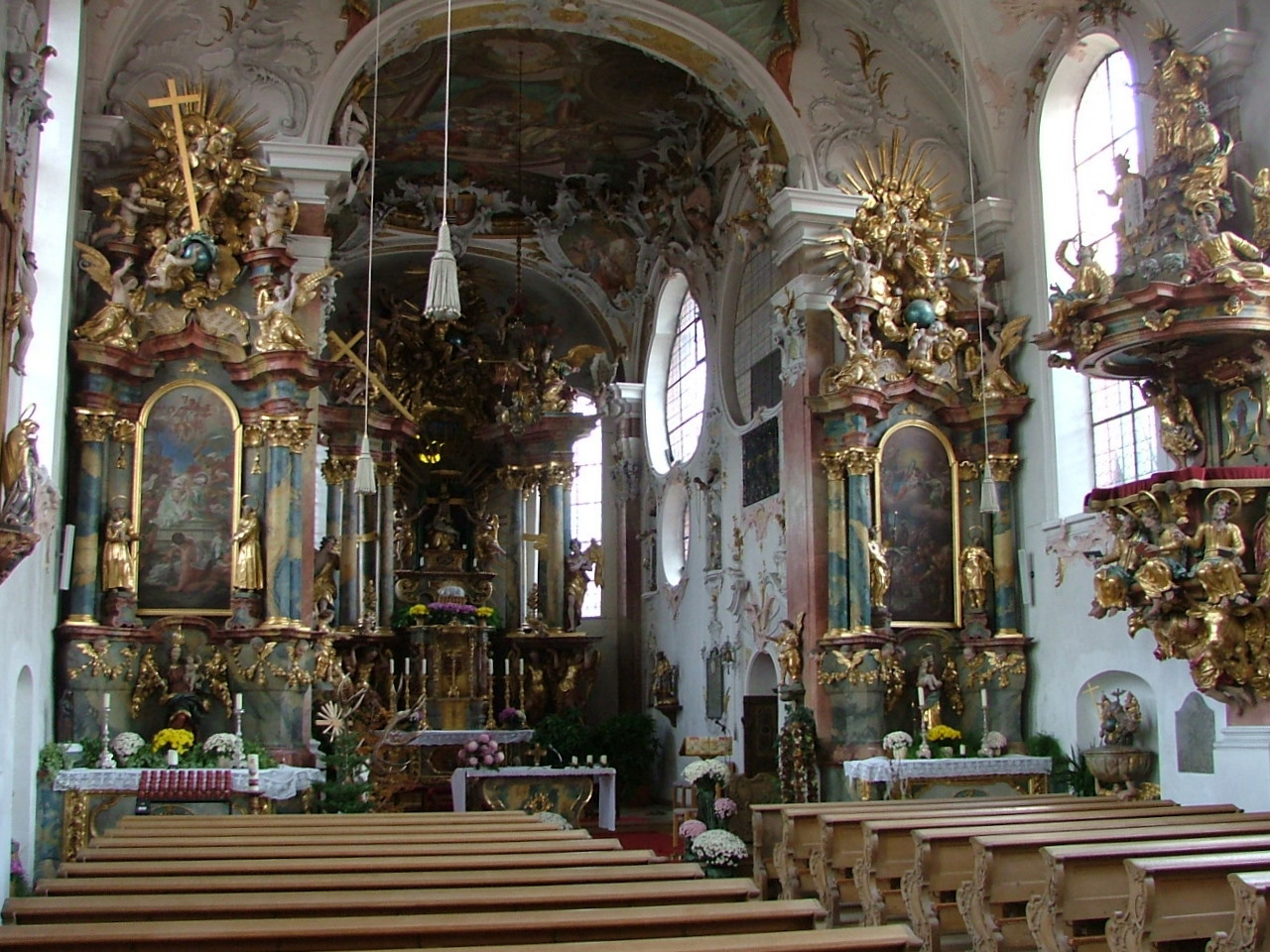
Pfarrkirche Oberostendorf, Kanzelfiguren von Ignaz Hillenbrand, 1719

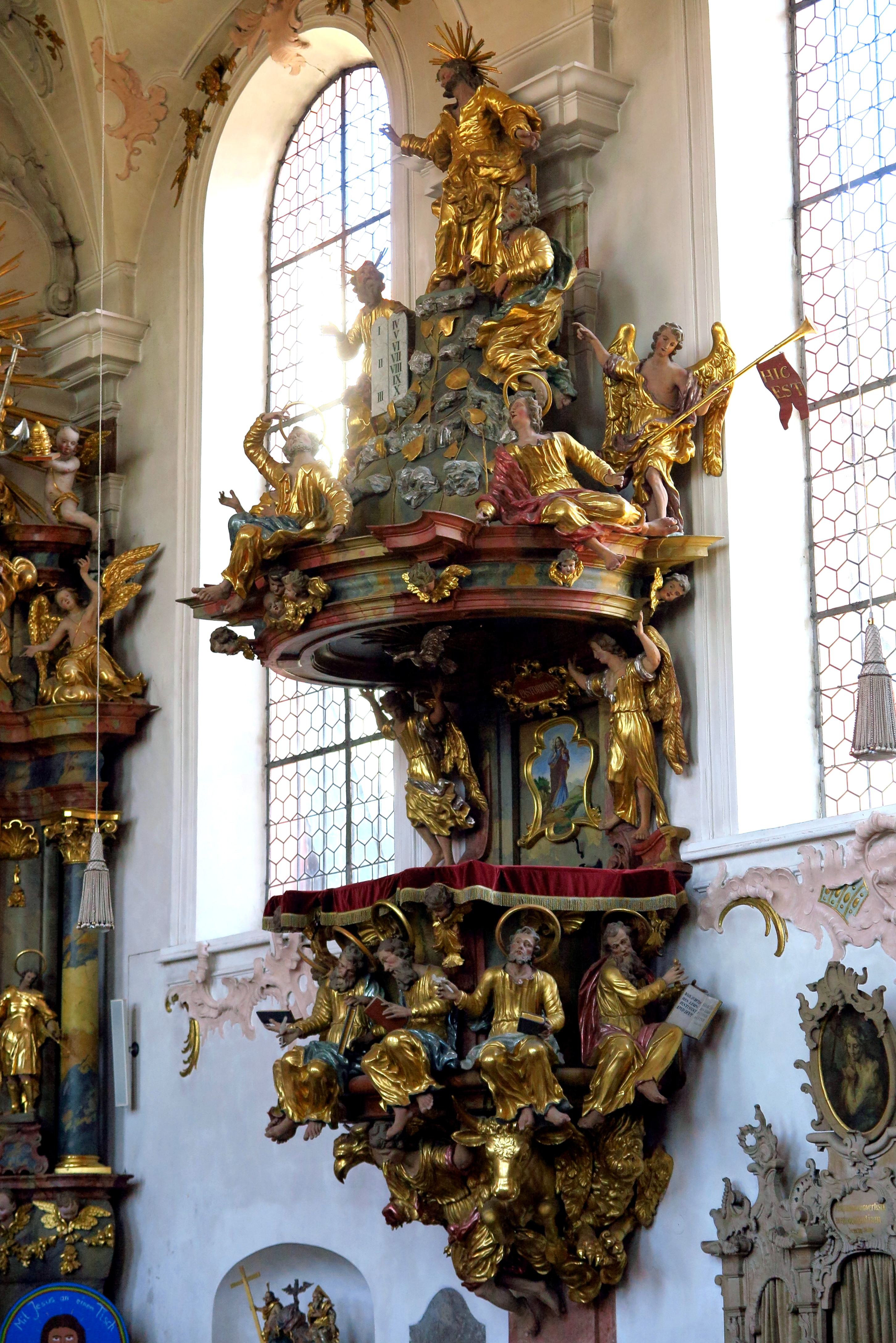
Kanzel in der Pfarrkirche Oberostendorf

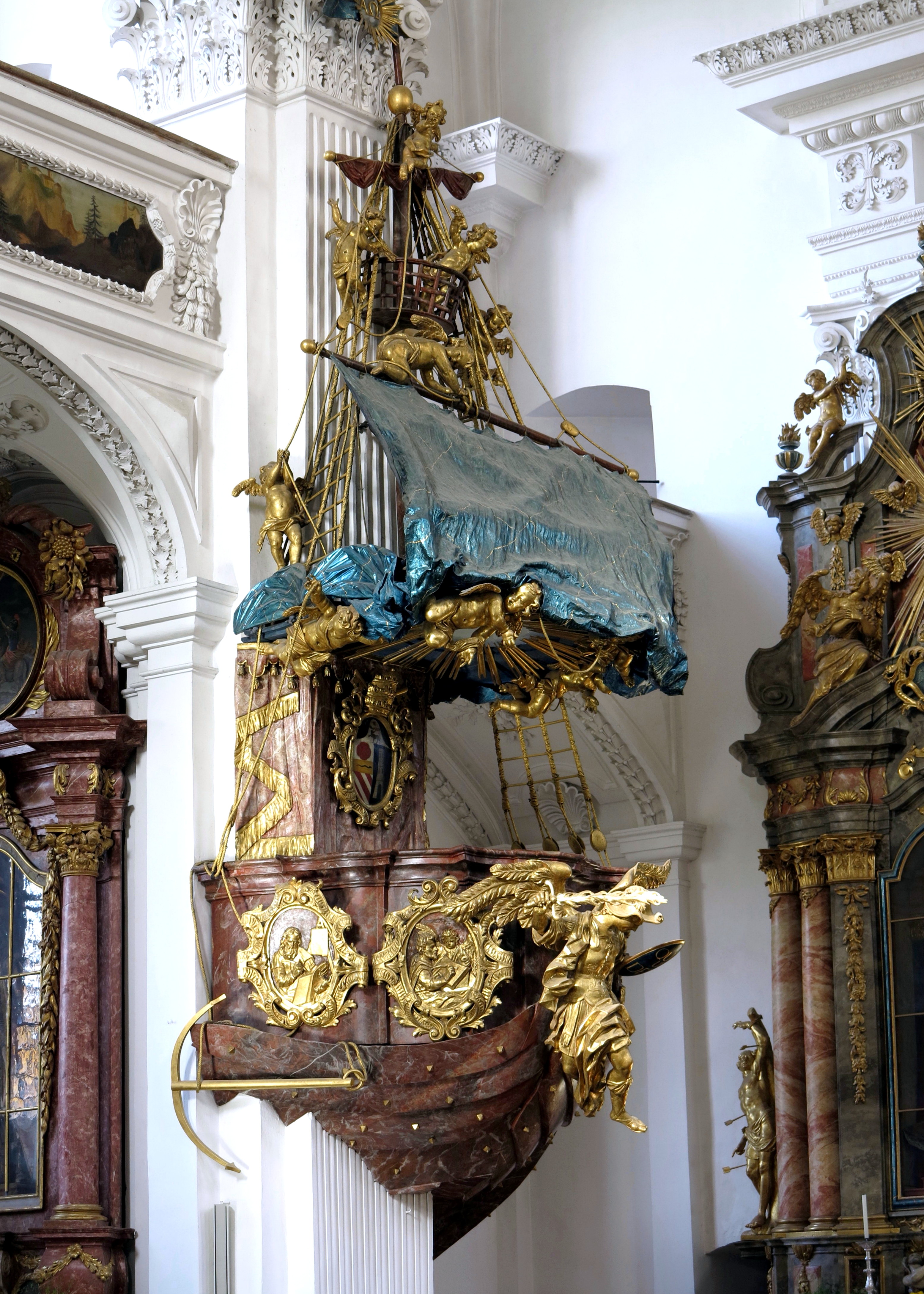
Kanzel in der Klosterkirche in Irsee

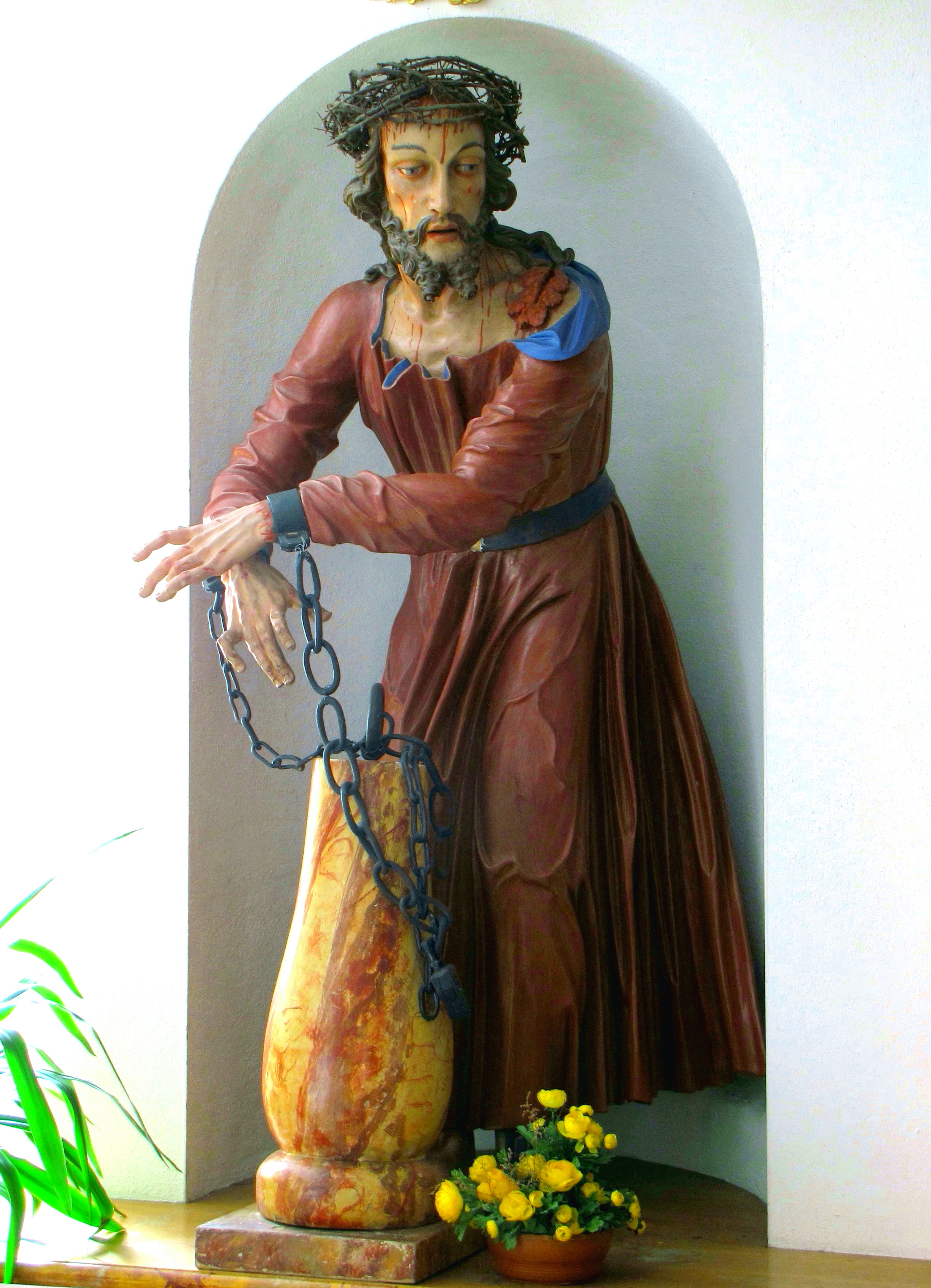
Kerkerchristus in der Pfarrkirche Stötten

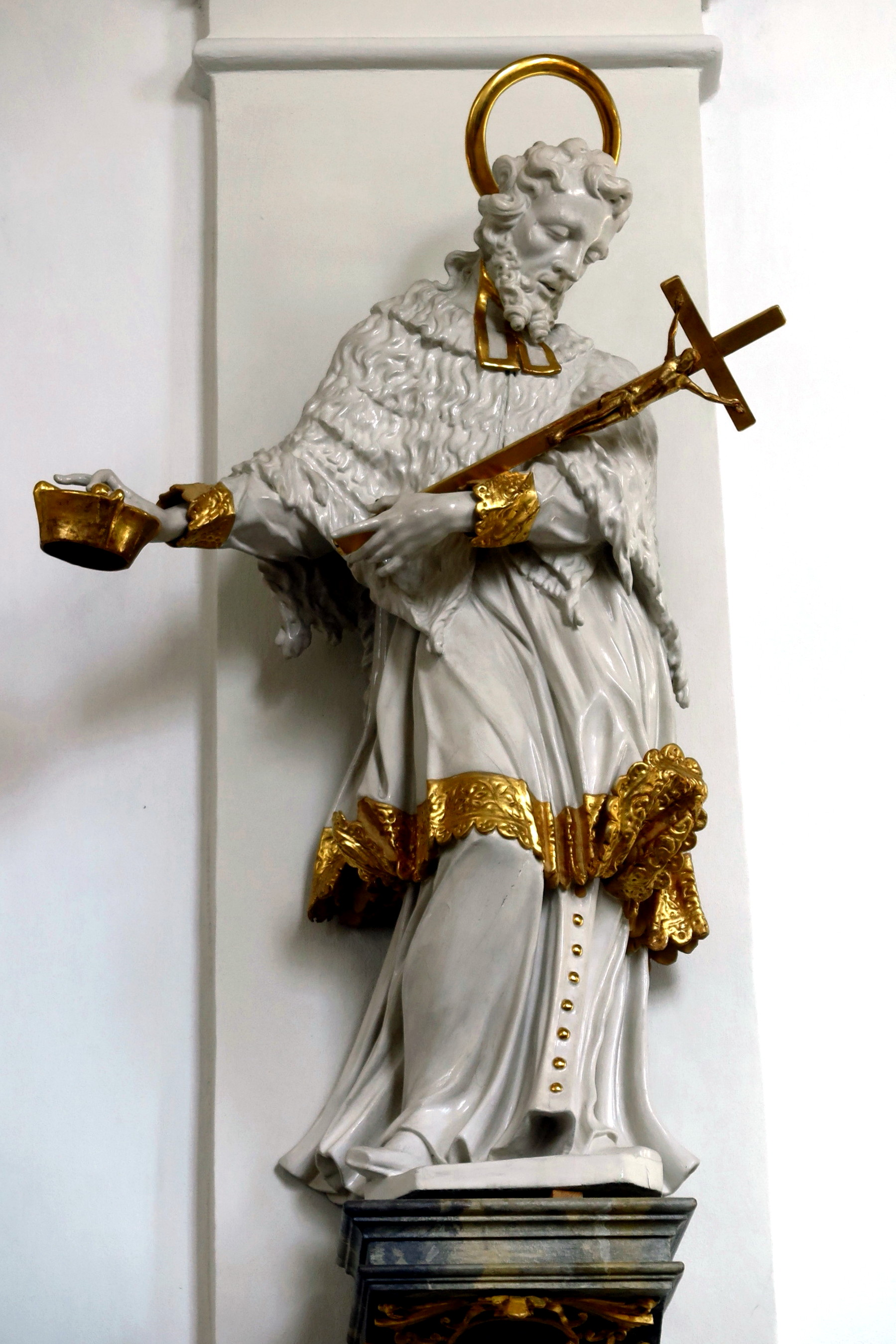
Figur des Johannes Nepomuk in Stockheim

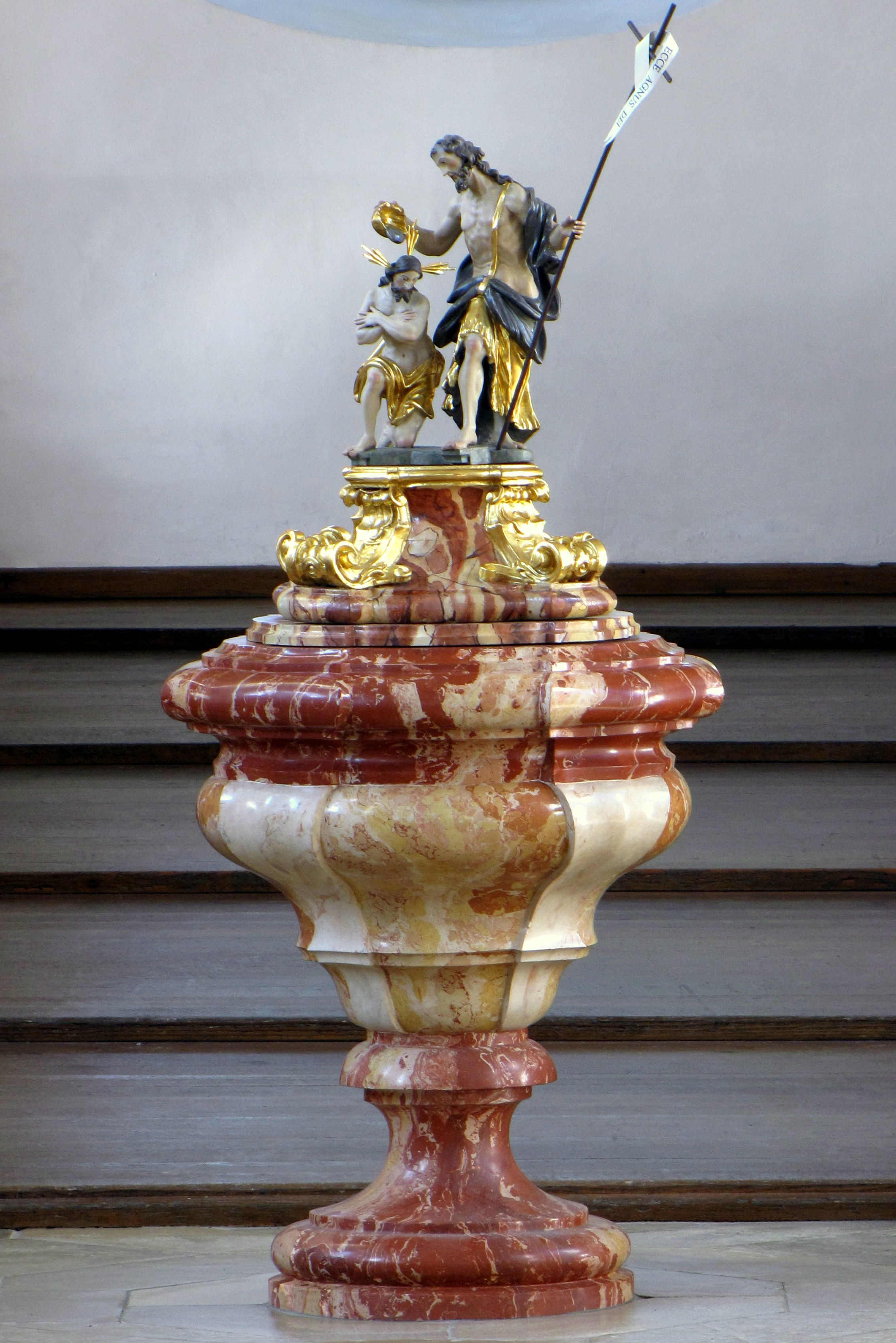
Taufstein in der Pfarrkirche in Marktoberdorf

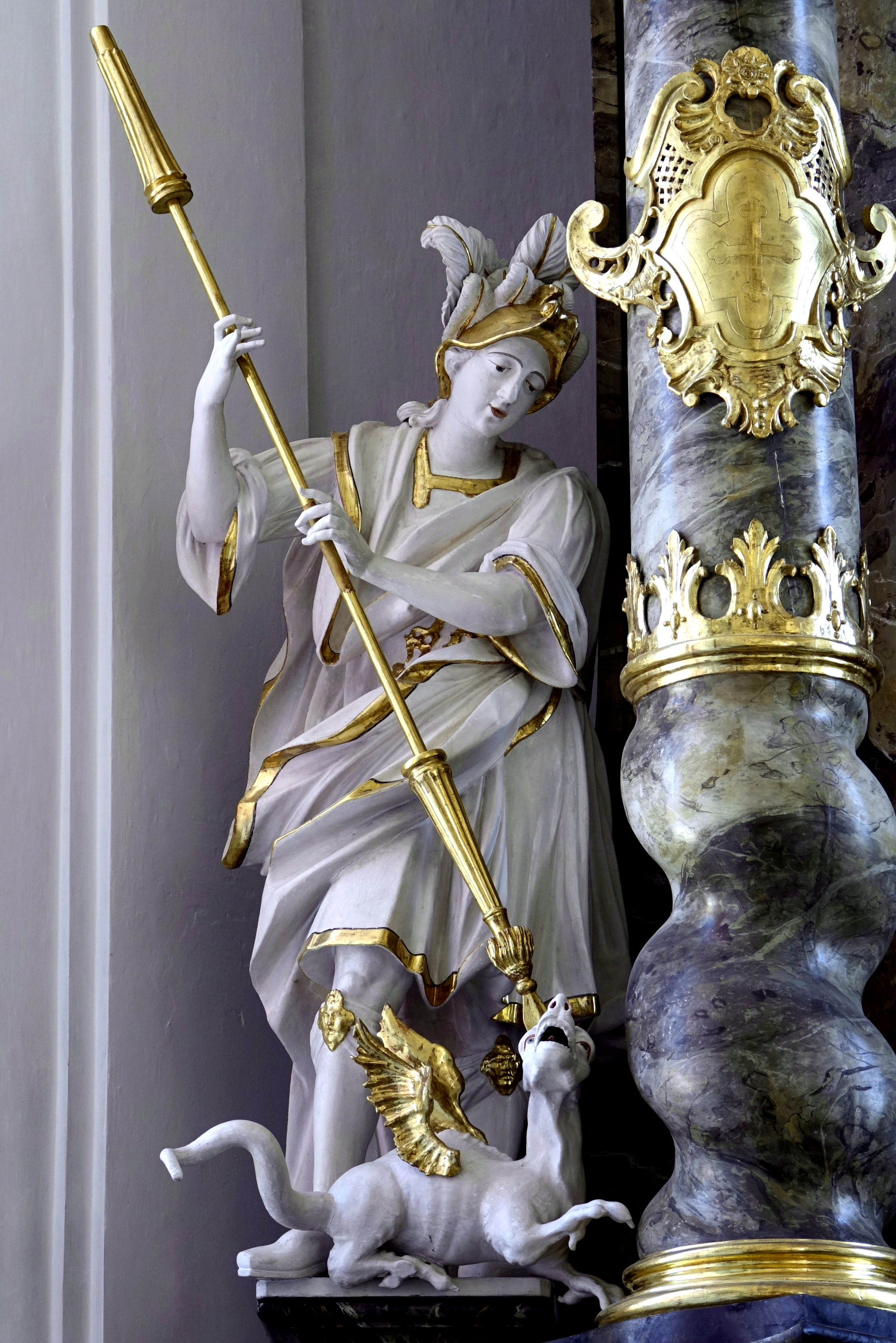
Figur des Hl. Georg in Weil

Ignaz Hille(n)brand(t) (* um 1690 in Mindelau; † 8. April 1772 in Türkheim) war ein deutscher Bildhauer und der Schwiegervater des Rokokobildhauers Johann Wilhelm Hegenauer.

## Leben
„Um 1715 ließ sich hier (= in Türkheim) der in Mindelau geborene Ignaz Hillenbrand nieder, ein hochbegabter, meist außerhalb des Landkreises viel beschäftigter Meister.“ Zuvor war Hillenbrand, wie es scheint, bereits einige Zeit in Mindelheim ansässig und hatte, seinen eigenen Worten zufolge, „schon manche Schnitzarbeit für Kirchen getan“. Über diese Arbeiten und über das gesamte Vorleben des Bildhauers ist bisher jedoch nichts bekannt geworden.
Nach einigen Querelen wurde Hillenbrand in Türkheim zunächst als Bildhauer „geduldet“; konnte dann aber seinen Beruf bis zu seinem Tod ungehindert ausüben. Er erwarb eine Sölde und erhielt bereits Ende 1717 das Bürgerrecht. Zuvor schon hatte er – wohl auswärts – geheiratet. Bei mehreren seiner mindestens acht Kinder stand der Schreiner Johann Bergmüller Pate. Seine älteste Tochter Marianne heiratete 1740 den „kunstfertigen Bildhauer“ Johann Wilhelm Hegenauer. Allem Anschein nach war Hillenbrand im Markt Türkheim eine einflussreiche Persönlichkeit, die nicht mit wirtschaftlichen Schwierigkeiten zu kämpfen hatte.

## Werk
Hans Ruf zufolge arbeitete Ignaz Hillenbrand über lange Jahre hinweg hauptsächlich für die Kunstschreinerfamilie Bergmüller. In den Verträgen über diese Arbeiten wird sein Name in aller Regel nicht genannt. Er führte aber auch – gewiss in einer eigenen und offenbar auch großen, sehr produktiven Werkstatt – selbständig Aufträge für zahlreiche Kirchenausstattungen aus. So lassen sich glücklicherweise über erhaltene Kirchenrechnungen viele Arbeiten Hillenbrands archivalisch belegen. Oft fehlen jedoch derartige Unterlagen. Leider zeigen die aus der Hillenbrand-Werkstatt mit ihren wechselnden Mitarbeitern stammenden Figuren oft keine kennzeichnende „Handschrift“, so dass Zuschreibungen nur in Ausnahmefällen möglich sind.
Hillenbrands Wirken reichte weit über das Gebiet der damaligen Herrschaft Schwabeck hinaus. Zu Recht zählt man ihn, der Vielzahl und Qualität seiner Arbeiten wegen, zu den bedeutendsten Künstlerpersönlichkeiten, die der mittelschwäbische Raum hervorgebracht hat.

## Werkverzeichnis
Die überaus große Zahl der bislang bekannten Arbeiten von Ignaz Hillenbrand verbietet eine Auflistung, sondern erfordert eine Beschränkung auf ganz wenige besonders markante und wichtige Werke.
„Obwohl die Kanzel [in der Pfarrkirche von Oberostendorf (Ostallgäu)] mit Figuren fast überladen ist, zählt sie zu den besten Arbeiten des Meisters.“ Ignaz Hillenbrand erhielt für seine Arbeit 113 Gulden.
In der Pfarrkirche Mariä Himmelfahrt, Peter und Paul, ehem. Benediktiner-Stiftskirche von Irsee (Ostallgäu) stammen höchstwahrscheinlich, außer den Bildhauerarbeiten an der berühmten Schiffskanzel (um 1725) und am Hochaltar, viele weiteren Schnitzwerke aus der Türkheimer Hillenbrand-Werkstatt.
Als besonders wichtiges Werk von Ignaz Hillenbrand in Irsee gilt die Figur eines „Christus im Kerker“. Denn diese Skulptur soll rundum einen „Boom“ nach derartigen Darstellungen ausgelöst haben. Tatsächlich gibt es eine sehr große Zahl von überaus ähnlichen Skulpturen des Heilands an der Geißelsäule, die nach demselben Bozzetto entstanden sind und wohl alle aus der Hillenbrand-Werkstatt stammen. In aller Regel sind sie nicht archivalisch belegt und meist ohne oder mit falscher Zuschreibung.
Bisher bekannte Standorte sind: Aufkirch, Bertoldshofen, Beuerbach, Denklingen, Dillishausen, Ebenhofen, Ebersbach, Irsee, Jengen, Kinsau, Klosterlechfeld, Kreen, Lauchdorf, Leuterschach, Marktoberdorf, Oberostendorf, Oberthingau, Paar, Ronsberg, Stötten, Türkheim, Unterostendorf, Unterthingau, Vilgertshofen, Walleshausen, Weil und Weicht.
Von 1732 bis 1737 kassierte Ignaz Hillenbrand ganz erhebliche Beträge für Bildhauerarbeiten zu den Altären und der Kanzel der Pfarrkirche in Bertoldshofen (Stadt Marktoberdorf / Ostallgäu), insgesamt wohl mehr als 400 Gulden. Die meisten, aber nicht alle seiner Arbeiten sind erhalten geblieben und führten wohl erstmals zu der Erkenntnis, neben Hillenbrand sei eine „den Meister überflügelnde, gewandte Schnitzerhand“ tätig gewesen.
Für die Pfarrkirche in Marktoberdorf hatte Hillenbrand 1733 bereits den Zuschlag für die Altarplastik an den Seitenaltären (von Dominikus Bergmüller) erhalten, als der Füssener Bildhauer Anton Sturm dagegen Beschwerde bei der fürstbischöflichen Regierung in Augsburg erhob. Er machte vor allem geltend, die Arbeit solle doch einem hochstiftischen Untertan und nicht einem Ausländer überlassen werden. Tatsächlich musste das damals bayerische Türkheim als Ausland gelten, und Sturm konnte Hillenbrand verdrängen. Hillenbrand veranschlagte seine Figuren mit 1 Gulden 30 Kreuzer pro Schuh. Auch wenn er den Auftrag für das ehemalige „Oberdorf“ nicht ausführen durfte, gibt es in der jetzigen Stadtpfarrkirche zwei bedeutende Werke des Türkheimer Bildhauers, nämlich einen Kerkerchristus und eine Taufgruppe. Sehr ähnliche Taufgruppen stehen auch in den Pfarrkirchen von Leinau (Gemeinde Pforzen), Pforzen und Stötten. Auch diese drei schönen Werke sind zweifelsfrei Ignaz Hillenbrand zuzuschreiben.
Aufträge für die Pfarrkirchen von Kißlegg (1738) und Wolfegg (1736/37) bezeugen Hillenbrands Tätigkeit auch in Oberschwaben. Die qualitätvolle Figur des hl. Johannes Nepomuk am linken Seitenaltar in Wolfegg lässt sich in eine längere Reihe von Figuren des Heiligen stellen, die alle ein gemeinsames und sehr ungewöhnliche Merkmal aufweisen: Der Spitzensaum des Rochetts springt an einer Stelle unmotiviert hoch und bildet einen runden „Strudel“. Es ist naheliegend, diese wohl erst ab 1729 entstandenen Figuren demselben Bildhauer zuzuschreiben, zumal sie auch noch in weiteren Details übereinstimmen. Bei diesem Bildhauer handelt es sich mit Sicherheit um Ignaz Hillenbrand. Entsprechende Figuren stehen in Altdorf, Buchloe, Gutenberg, Jengen, Oberostendorf, Stockheim, Untergammenried und Wolfegg.
Den Kirchenrechnungen der Pfarrkirche von Weil (Landkreis Landsberg, Oberbayern) aus dem Jahr 1751 zufolge wurden „Ignaz Hillebrand, Bildthauer zu Türkheim vor zum neuen Choralthar verfertigte Statuen bezalt 203 fl. (!)“. Offenbar betrachtete man ihn hier nicht als „Ausländer“. In Weil sind ihm zudem auch die Figuren eines Christus im Kerker und eines heiligen Sebastian zuzuschreiben.
Hervorragende Arbeiten von Ignaz Hillenbrand in München bestätigen zudem seine Kunstfertigkeit im Umgang mit unterschiedlichen Materialien: Ein um 1730/40 entstandenes Elfenbeinrelief der Maria Immaculata wird im Bayerischen Nationalmuseum verwahrt, und zwei Buchsbaumreliefs (von 1760) befinden sich in der Magdalenenklause von Schloss Nymphenburg.
Erstaunlicherweise sind in Türkheim selbst fast keine Arbeiten des Bildhauers erhalten geblieben.